# Limba faliscă
Limba faliscă (sau faliscană) face parte din grupul limbilor italice. Foarte înrudită cu latina, cu care forma sub-grupul latino-falisc, ea a fost, în mod progresiv, absorbită de aceasta din urmă, înainte de a dispărea în jurul anului 150 î.Hr.. Era vorbită în regiunea central-nordică a Peninsulei Italice de către falisci, cu circa o mie de ani înainte de Hristos.

## Corpus
Vreo 355 de inscripții au supraviețuit, cea mai mare parte dintre ele fiind scurte și datate din secolul al VII-lea î.Hr. până în secolul al II-lea î.Hr.. Unele dintre ele sunt scrise într-o varietate de alfabete derivate din alfabetul etrusc și redactate de la dreapta la stânga. O inscripție, dedicată zeiței Ceres, datând de prin anul 600 î.Hr., este considerată, în mod tradițional, ca fiind cea mai veche dintre toate.  